# Diacetato de diflorasona
O diacetato de diflorasona, vendido sob a marca Psorcon entre outras, é um esteroide tópico. É usado para a dermatite atópica, psoríase e dermatite alérgica de contacto.
Os efeitos secundários comuns incluem irritação, foliculite, acne, diminuição da pigmentação, dermatite perioral, infecção, aumento dos pelos e estrias. Outros efeitos secundários podem incluir síndrome de Cushing e reacções alérgicas. A segurança na gravidez não é clara.
Foi aprovado para uso médico nos Estados Unidos em 1977.